# Jüdische Gemeinde Eschelbach
Die Jüdische Gemeinde in Eschelbach, einem Stadtteil von Sinsheim im baden-württembergischen Rhein-Neckar-Kreis, entstand vermutlich im 17. Jahrhundert und existierte bis 1877.

## Geschichte
Die jüdische Gemeinde Eschelbach wurde 1827 dem Bezirksrabbinat Sinsheim zugeteilt. Die höchste Zahl jüdischer Einwohner in Eschelbach wurde um 1832 mit 59 Personen erreicht. In der zweiten Hälfte des 19. Jahrhunderts ging die Zahl der Juden durch Ab- und Auswanderung rasch zurück. Im Jahr 1875 waren nur noch sieben Juden in Eschelbach wohnhaft, 1877 nur noch eine Witwe mit ihren Kindern.

## Synagoge
Ein Betsaal war spätestens seit Anfang des 19. Jahrhunderts im Hintergebäude des Hauses auf dem heutigen Grundstück Hirschhornstrasse 21 eingerichtet. 1832 kaufte die jüdische Gemeinde auch das Vordergebäude, um darin eine Synagoge und einen Schulraum einzurichten.
Nach der offiziellen Auflösung der jüdischen Gemeinde im Jahr 1877 wurde das Synagogengebäude 1878 versteigert. Es kam für 335 Mark an Jacob Weinheimer in Karlsruhe. Das ehemalige Synagogengebäude ist bis heute als Wohnhaus erhalten.

## Familie Eschelbacher
Bekannt wurde Eschelbach durch die Rabbinerfamilie Eschelbacher, deren Vorfahren wohl aus Eschelbach stammen:
- Josef Eschelbacher (1848–1916), Rabbiner und Autor
- Max Eschelbacher (1880–1964), Rabbiner, Jurist und Autor